# Donna & Joe
Donna & Joe sono un duo musicale irlandese formato nel 2004 da Donna e Joseph McCaul, fratello e sorella provenienti da Athlone.
Hanno rappresentato l'Irlanda all'Eurovision Song Contest 2005 con il brano Love?.

## Carriera
Donna & Joe sono saliti alla ribalta alla fine del 2004 con la loro partecipazione al talent show You're a Star. Il 6 marzo 2005 hanno raggiunto la finale del programma, utilizzata anche come selezione del rappresentante irlandese per l'Eurovision, cantando il loro inedito Love? e venendo incoronati vincitori dal televoto. La loro vittoria è stata aspramente criticata da personalità chiave dell'industria musicale irlandese, come Louis Walsh, che li ha definiti "due dilettanti", e Linda Martin, che li ha descritti come "infantili, senza esperienza e senza alcuna qualità da star". Nella semifinale dell'Eurovision Song Contest 2005, che si è tenuta il successivo 19 maggio a Kiev, si sono piazzati al 14º posto su 24 partecipanti con 53 punti totalizzati. Sono risultati i più televotati della serata dal pubblico britannico.
Nel 2008 i due fratelli hanno partecipato al reality show Fáilte Towers. Donna ha partecipato nel 2012 alla selezione irlandese per l'Eurovision, cantando Mercy e finendo al 3º posto su 5 partecipanti, e nel 2015 alle audizioni della versione statunitense di The Voice, mentre Joe, sempre nel 2015, ha raggiunto la fase della six chairs challenge ad X Factor UK.

## Discografia

### Singoli
- 2005 - Love?